# Bo Balderson
Bo Balderson är pseudonym för en svensk författare som skrivit politiska deckare med inslag av uppgifter om det dagliga livet i regeringskansliet. Den första boken utkom 1968 och den senaste 1990.
Till innehållet är Baldersons böcker traditionella pusseldeckare med en mordgåta och en begränsad uppsättning mördarkandidater. Det som främst utmärker dem är dock den samtidssatiriska humor som vävs in i mördarjakten, i form av dels berättarens – den bildade humanisten och tjänstledige adjunkten Vilhelm Persson, svåger till Statsrådet – reflektioner över samhällsklimatet, dels av statsrådets vilda upptåg i det politiska livet (först som inrikes-, sedan justitieminister). Statsrådets namn nämns aldrig i böckerna; ibland kallas han Lilleman av bland andra sina släktingar.

## Författaren bakom pseudonymen

### Björn Sjöberg, lärare
Jörgen Blom, journalist på Aftonbladet, lade 1980 fram bevisning för att personen bakom pseudonymen är Björn Sjöberg (född 1932), en för allmänheten okänd adjunkt i svenska och historia. Fortsatta spekulationer om Bo Baldersons identitet har avfärdats som delvis påverkade av förlagets försök att hålla osäkerheten vid liv av reklamskäl. Sjöbergs barndoms sommarö Singö visade sig ha likheter med den ö som spelar en viktig roll i den första statsrådsromanen. Blom grävde vidare och fann bland annat att Bonniers gjort stora royalty-utbetalningar till Sjöberg, som valt att bosätta sig på Irland på grund av landets skattereform som gjort det fördelaktigt för just författare att skriva sig på ön. Läraren Sjöberg visades enligt offentliga handlingar vara betalad av Bonniers som ”konsult i Skolfrågor”, och samtidigt som han var tjänstledig utan lön från lärartjänsten ökade han kraftigt sin deklarerade inkomst; vid kontakt med irländska myndigheter rörande skattevillkoren för författare före flytten till Irland uppgav Sjöberg namnet ”Bo Balderson”. Statsrådsböckernas, som det förefaller, insiderartade tonfall kring personer i regeringssfären kan förklaras av att Björn Sjöbergs  tvillingbror Nils Sjöberg (1932–1971) hade en hög ämbetsmannaroll i kanslihuset. När Blom 1980 frågade Sjöberg om han var mannen bakom pseudonymen nekade Sjöberg.

### Andra gissningar
Det har föreslagits att namnet kan vara en pseudonym för en kommitté eller författargrupp. Vissa bokutgåvor bär på denna slogan, som anges som ett uttalande från författaren:
Bo Balderson är stor som diktare, men faktiskt ändå större som människa.
– Bo Balderson
Bland de utpekade märks Ebbe Carlsson, Åke Runnquist, Sven Delblanc, Björn Sjöberg, Kurt Persson, 
Gösta Gustaf-Janson och Olle Adolphson.
Carin Stenström ansåg 1996 att Ebbe Carlsson gömde sig bakom pseudonymen Balderson och pekade på stora likheter mellan Carlssons deckare Liket i lådan och Baldersons språk, disposition, politiska skämt, med mera. Problemet med den teorin är att Carlsson endast var 21 år och student när Statsrådet och döden publicerades 1968.
Bonnierförläggaren Åke Runnquist, med dokumenterat stort intresse för kriminallitteratur, hör också till de ofta utpekade, bland annat av professor Tuulikki Pietilä. Efter Åke Runnquists död 1991 har inga nya statsrådsböcker utkommit.
En Uppsalaprofessor i arkeologi, Bo Gräslund, säger sig i boken Mysteriet Balderson. En deckargåta (2002) med textanalytisk metod ha bevisat att det var Sven Delblanc som var Balderson. Författaren Sven Wernström kommenterade ironiskt 2009 att Gräslund själv torde vara mannen bakom pseudonymen.
2006 pekades journalisten Kurt Persson ut som Balderson i Gösta Arvidssons bok Den hemlighetsfulle journalisten Kurt Persson. Arvidsson motiverar utpekandet med att Persson umgängesvägen rörde sig mycket i Stockholms politiska och journalistiska kretsar, att han var hemlighetsfull om sin person, men visade stor sakkunskap om deckare i recensioner som han skrev under pseudonym, och att han lämnade efter sig en förvånansvärt stor förmögenhet.
Gösta Gustaf-Janson har pekats ut som mannen bakom pseudonymen av Jörgen Dicander. Boken Tofflan byter hamn
från 1964 är enligt denna teori en slags prototyp till böckerna om statsrådet. Dagboksanteckningar av Gustaf-Janson från 1968 och 1969 visar att han vid denna tid arbetade med att skriva deckare. I december 1968 blir han gratulerad på förlaget för att ha slagit igenom för andra gången som författare. Dicander pekar också på Gustaf-Jansons intresse för deckargenren samt många innehållsmässiga och stilistiska likheter.
Ett tänkbart bevis för att Balderson levde 2004 är det handstilsprov (skrivet med versaler) som lämnades i en bokdedikation till Helge Skoog, som tack för dennes högläsning av en Balderson-bok i radio under sommaren.[källa behövs] Boksidan visades upp på webben under hösten 2004 men har nu tagits bort.
Lagom till 40-årsjubileet av debuten, i september 2008, fick Svenska Dagbladet en intervju via e-post med någon som påstås vara Balderson. En del anser att detta bekräftar att Balderson dels var i livet vid tidpunkten, dels är en person och inte en grupp, samt att Balderson är en man. Detta skulle göra att åtminstone några av ovan nämnda förslag kan avskrivas. I intervjun förklarar Balderson att han slutade skriva eftersom han tröttnade på figurerna i böckerna, och att Vilhelm Persson hade en förebild i en numera avliden släkting. Balderson säger också att det inte är uteslutet att det kan bli fler böcker i framtiden.
Frilansskribenten Magnus Sjöstedt hävdade i Svenska Dagbladet i juli 2009 att det var trubaduren Olle Adolphson som låg bakom pseudonymen Bo Balderson. Den litterära agenten Bengt Nordin svarade med anledning av det att Balderson fortfarande är i livet.
I september 2009 hävdade Conny Persson, chef för stadsbiblioteket i Gävle att personen bakom Balderson skulle vara Curt-Steffan Giesecke, tidigare direktör på Svenska Arbetsgivareföreningen. Detta förnekades omgående av Giesecke.
Inget av spåren har vare sig bekräftats eller dementerats av agenten Nordin Agency, som företräder Bo Balderson. Agenten har meddelat att endast tre personer känner till Baldersons identitet, och att den kommer att avslöjas vid Baldersons död. Detta verkar alltså utesluta Carlsson, Runnquist, Delblanc, Persson, Gustaf-Janson, Adolphson och Giesecke (såvida inte någon annan person i en eventuell författargrupp ännu lever).